# Miquel de Pinós i de Rocabertí
Miquel de Pinós i de Rocabertí   (Barcelona, 1667 - Barcelona, 1713) va ser un noble català, marquès d'Alentorn, germà de Josep Galceran de Pinós-Santcliment i Rocabertí, primer marquès de Santa María de Barberá.

## Biografia
Miquel Antoni era fill de Josep Galceran de Pinós-Santcliment, senyor de Santa Maria de Barberà, castlà d'Arraona i membre del llinatge dels Pinós-Santcliment - branca de la família Pinós emparentat amb els Santcliment senyors de Badalona -, que era fill i hereu de Francesc Galceran de Pinós-Santcliment i de Corbera-Santcliment, i era net de Bernat Galceran de Pinós-Santcliment i de Santcliment (mort el 1626), senyor de Santa Maria de Barberà, i de la seu muller, Elionor de Corbera-Santcliment. Bernat Galceran era fill de Jeroni de Pinós-Fenollet i Mai (mort vers el 1584), cavaller de Sant Jaume, dit també Jeroni de Pinós-Santcliment i Mai per una imposició a causa del seu matrimoni amb Maria Anna de Santcliment-Gualbes i de Santcliment, senyora de Badalona.
La seva mare era Maria de Rocabertí, senyora de la Torre Salbana, de Sant Boi de Llobregat, Baronesa de Rialb, Tagamanent, Vilafortuny, Graell i La Vansa. Miquel Antoni va ser senyor de Seró, Rialb i la Torre Salbana, senyoriu que heretà dels Alentorn per la línia materna. Com el seu germà Josep Galceran de Pinós-Santcliment i Rocabertí intervingué en la política barcelonina de la darreria del segle xvii i també es passà al bàndol austriacista. El 1704 preparà la conspiració austriacista i, l'any següent, el 1705 fou premiat pel rei arxiduc Carles III amb el títol de marquès d'Alentorn. El 1706, quan Barcelona va ser assetjada per l'exèrcit borbònic de Felip d'Anjou, aconduí a la ciutat reforços des de Girona. Fins al 1707 ocupat el càrrec de coronel del regiment de la Diputació del General de Catalunya i més tard lluità al front de Lleida. No consta que s'exiliés després del 1714.